# Либерално-демократска партија (Јапан)
Либерално-демократска странка (јап. 自由民主党, Jiyū-Minshutō), скраћено ЛДП, или Jimintō (јап. 自民党) је десна конзервативна странка и највећа странка у Јапану. На власти је готово непрекидно од оснивања 1955. године. Њен највећи ривал је опозициона социјално либерална Демократска партија Јапана.
На последњим изборима 2012. за Представнички дом Народне скупштине ЛДП је добила 294 мандата од укупно 480 у доњем дому. С коалиционим партнером Новом Комејто странком има двотрећинску већину у Представничком дому те по јапанском уставу може да влада без пристанка Већничког дома, горњег дома Народне скупштине.

## Историјат
Либерално демократска странка настала је 1955. спајањем тадашње две главне опозиционе странке, Либералне (јап. 自由党, Jiyutō) и Јапанске демократске странке (јап. 日本民主党, Nihon Minshutō). Жеља је била да се уједињењем две десне конзервативне странке створи снажна партија која би могла да победи тада владајућу Социјалистичку странку. ЛДП је победио на изборима 1955. и владала је без прекида све до 1993. године.
Странка је на свим изборима од 1955. добила већину гласова док су опозицију чиниле странке леве политичке оријентације: Јапанска социјалистичка партија и Комунистичка партија Јапана. Током деведесетих година 20. века, откривено је да је америчка Ција од педесетих до седамдесетих година 20. века, у јеку Хладног рата, финансирала ЛДП ради спречавања доласка на власт левичарских странака, социјалиста и комуниста.
Током шездесетих година 20. века странку је водио Ејсаку Сато који је уједно у периоду од 1964. до 1972. био и јапански премијер. Крајем седамдесетих година 20. века долази до стагнације странке. Иако успева да се одржи на власти, бројни корупцијски скандали наштетили су њеном угледу па је опозиција почела да јача. Године 1976, због још једног корупцијског скандала, у који је била умешана америчка фирма за производњу војне опреме „Локхид“, група млађих посланика напустила је странку и основала „Нови либерални клуб“ који је 1986. поновно интегрисан у ЛДП. Половином осамдесетих година 20. века премијер је био Јасухиро Накасоне током чије владавине је поново ојачао јапански национализам.
Странка је до деведесетих година 20. века била на власти готово четири деценије захваљујући чему се велики број чланова странке учврстио на бројним политичким позицијама што је довело до корупције. Ипак ЛДП може да се сматра заслужном за послератни привредни развој, који се назива Јапанско чудо као и стварање јапанске средње класе. ЛДП је успео да се одржи на власти захваљујући савезу бројних група попут земљорадника, државне бирократије и великих привредних субјеката.
Након још једног корупцијског скандала странка је 1993. изгубила власт после непрекидне тридесетосмогодишње владавине. Нову владу тада је формирала група посланика ЛДП-а која се отцепила, и основала Јапанску препородитељску странку, с још неким мањих странака. Нова влада изгубила је већину у Народној скупштини 1994. када је ЛДП формирала нову владу с Јапанском социјалистичком странком, својим дугогодишњим главним ривалом. ЛДП се тако вратила на власт али је премијерско место морала да препусти социјалистима који су тако добили првог премијера у готово педесетогодишњем постојању странке.
ЛДП се 1996. вратила на власт поново као најјача странка. Године 1998, основана је Демократска партија Јапана као јака опозициона странка и ривал владајућем ЛДП-у. На изборима за Представнички дом 2003. ЛДП је освојила 237 места, а опозициони ДПЈ 177 места, највише од оснивања, озбиљно угрозивши владајући ЛДП.
Странка ипак остаје на власти до данас у коалицији с будистичком конзервативном Новом Комејто странком. Бивши премијери Јасуо Фукуда, Џуничиро Коизуми и Шинзо Абе били су чланови и председници ЛДП.